# A2 Filmes
A2 Filmes é uma distribuidora de filmes criada no Brasil em 2015. Atualmente está sediada em Barueri, São Paulo, Brasil. A empresa comprou e mantém os catálogos da Focus Filmes e Flashstar Filmes.

## Histórico
A A2 Filmes foi criada nos anos 2000 por Almir Santos e Alexandre Freire. Cerca de três anos após a criação, a A2 Filmes comprou os acervos de filmes da FlashStar Filmes e Focus Filmes. Sobre a decisão de manter ativos os selos, Afonso Fucci, gerente de marketing da A2 Filmes declarou ao Cinema e Pipoca: "resolvemos manter os dois selos por serem nomes fortes e bem antigos no mercado. Mas mudamos um pouco o foco, pois as duas empresas anteriores eram voltadas para home-vídeo, enquanto esta nova é voltada para conteúdo, ou seja, hoje em dia compramos filmes para passar na TV, VOD, nos cinemas e etc."
Em 2018 começou a distribuir filmes nos circuitos de cinema.No mesmo ano, após iniciar uma parceria com a Mares Filmes, lançou no Brasil quatro títulos no Festival Varilux de Cinema Francês. Em abril de 2020, permitiu a transmissão de alguns dos seus filmes no Festival Varilux, que aconteceu de forma virtual e gratuita. Também comercializou filmes em associação com a Elite Filmes. A partir de maio do mesmo ano, lançou alguns filmes no Cinema Virtual, e em dezembro, iniciou um contrato com a Rede Brasil para a transmissão de filmes.
Em março de 2022, a A2 anunciou o investimento na produção de filmes brasileiros.

## Produções
Anunciado em 2022
- Memórias Ocultas
- Secrets
- Mato ou Morro
- Velho Fusca[10]